# Prunus nipponica
Prunus nipponica, còn được gọi là anh đào núi Nhật Bản hay anh đào Kuril, là một loài anh đào thuộc chi Mận mơ, có nguồn gốc từ các đảo Hokkaido và Honshu (Nhật Bản); quần đảo Kuril và Sakhalin (Nga). Loài này được mô tả lần đầu tiên bởi Jinzō Matsumura vào năm 1901.

## Mô tả
P. nipponica là một cây bụi rụng lá, sinh trưởng với tốc độ trung bình, mọc trên những vùng đất ẩm và có nắng (hoặc bóng râm), nhưng phải thoát nước tốt. Cây cao tới 5 m, chịu được giá lạnh khá tốt. Vỏ cây và cành có màu nâu xám. Hoa có 5 cánh, mang màu hồng rất nhạt hoặc gần như là trắng muốt, nở vào đầu tháng 5, đường kính khoảng 3 cm; hoa lưỡng tính, nhụy hoa thường dài hơn nhị hoa. Lá có răng cưa, vào mùa thu ngả sang màu vàng hoặc đỏ cam rực rỡ. Quả hạch, có đường kính khoảng 8 mm, ăn được.
P. nipponica mọc bằng hạt giống, tuy nhiên phát triển khá chậm, khoảng 18 tháng sau khi ngủ đông. Cây con được trồng trong nhà kính hoặc lồng kính nhỏ vào năm đầu tiên, và sau đó đem chúng ra ngoài trời vào cuối xuân - đầu hè của năm sau. P. nipponica thường bị tấn công bởi loài nấm Armillaria, loài gây hại chính của các thành viên trong chi Mận mơ.

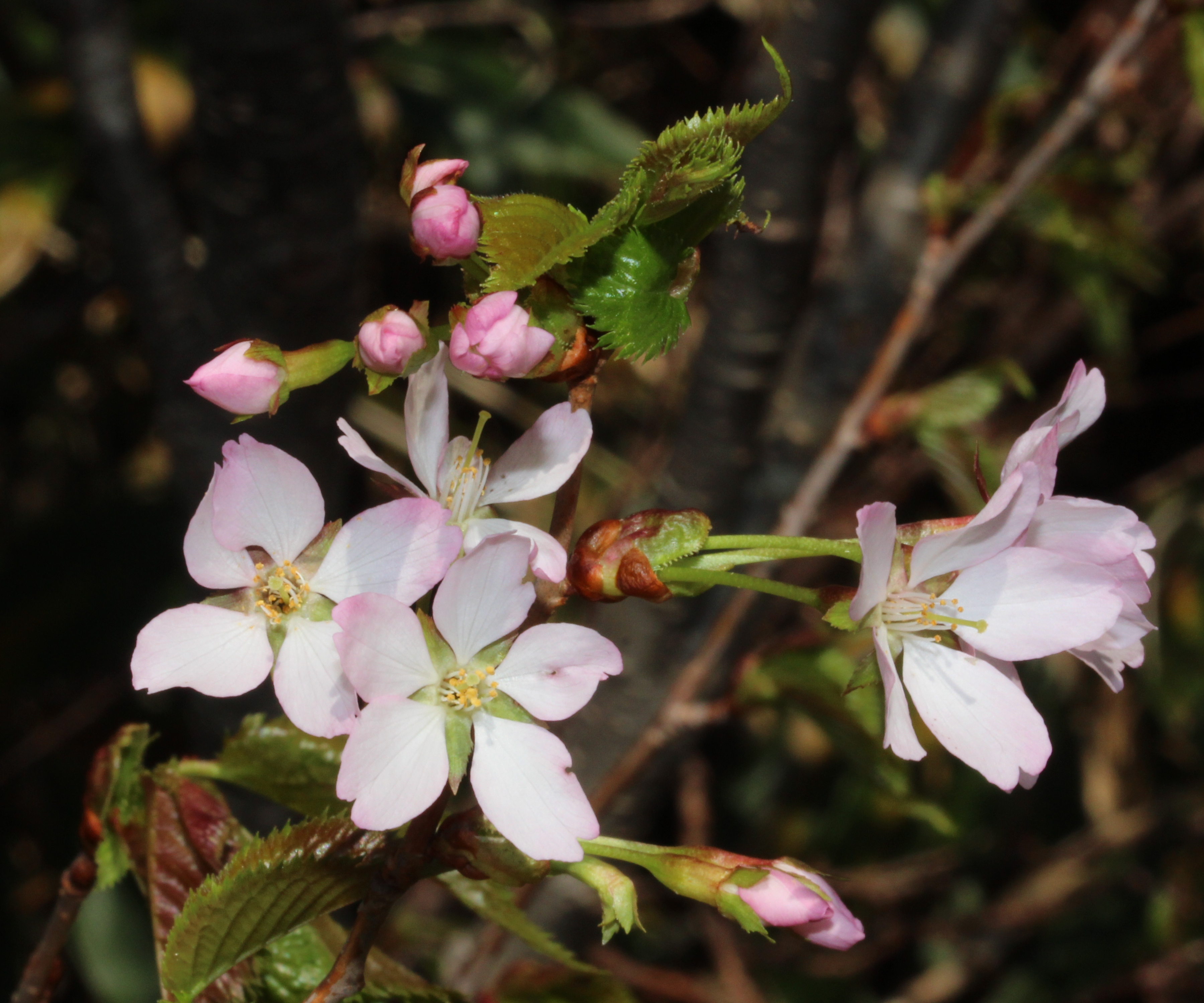
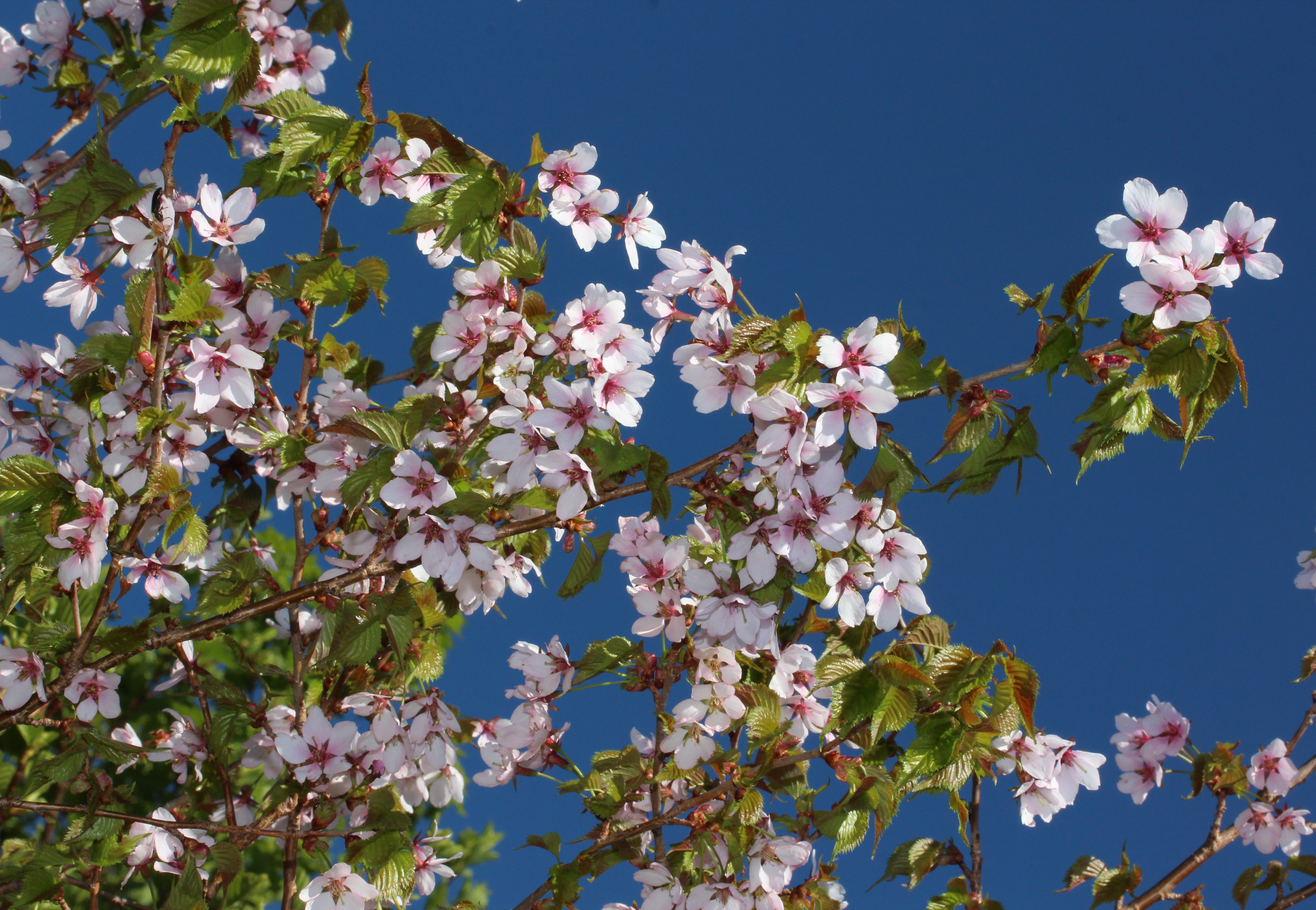
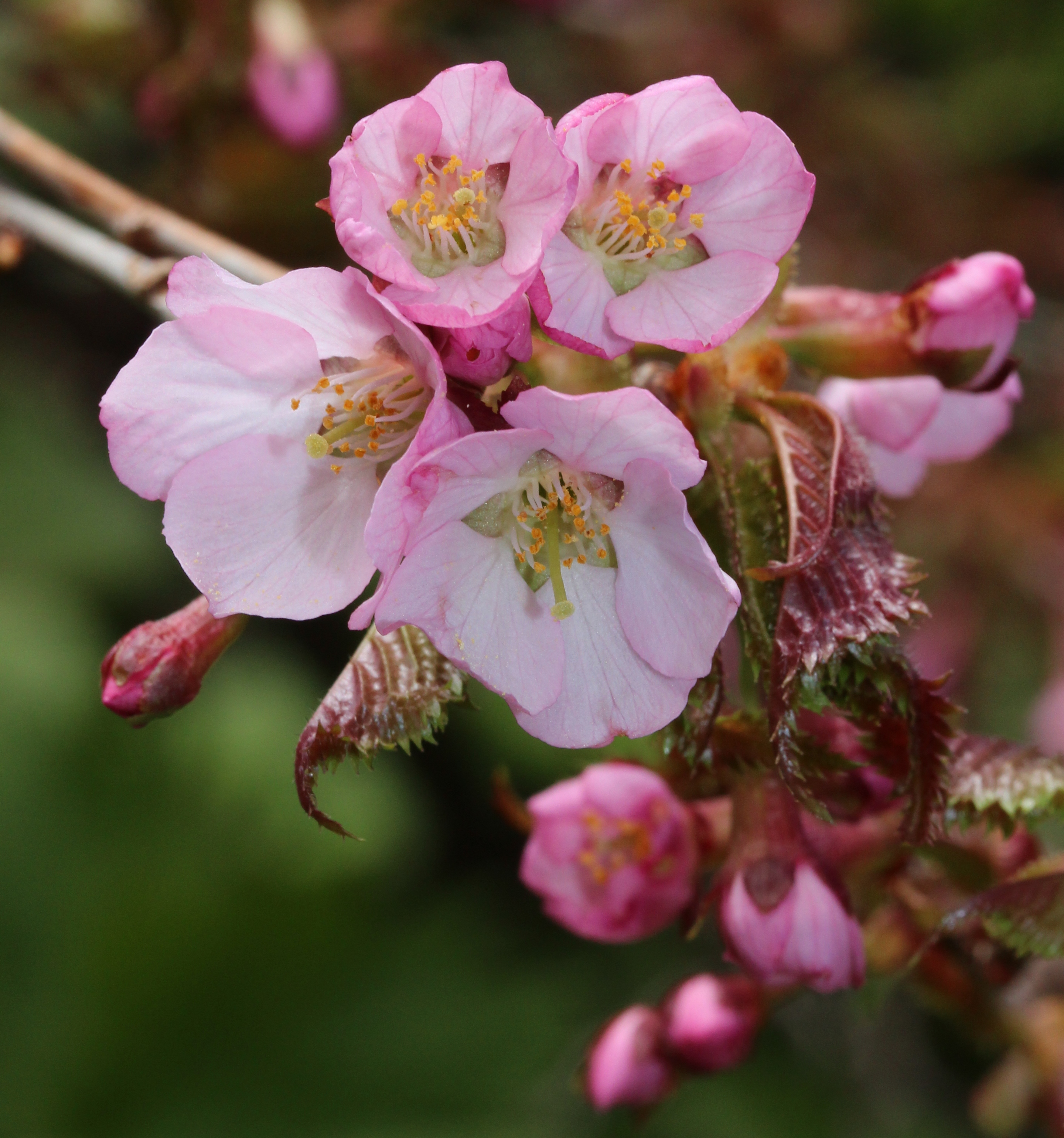
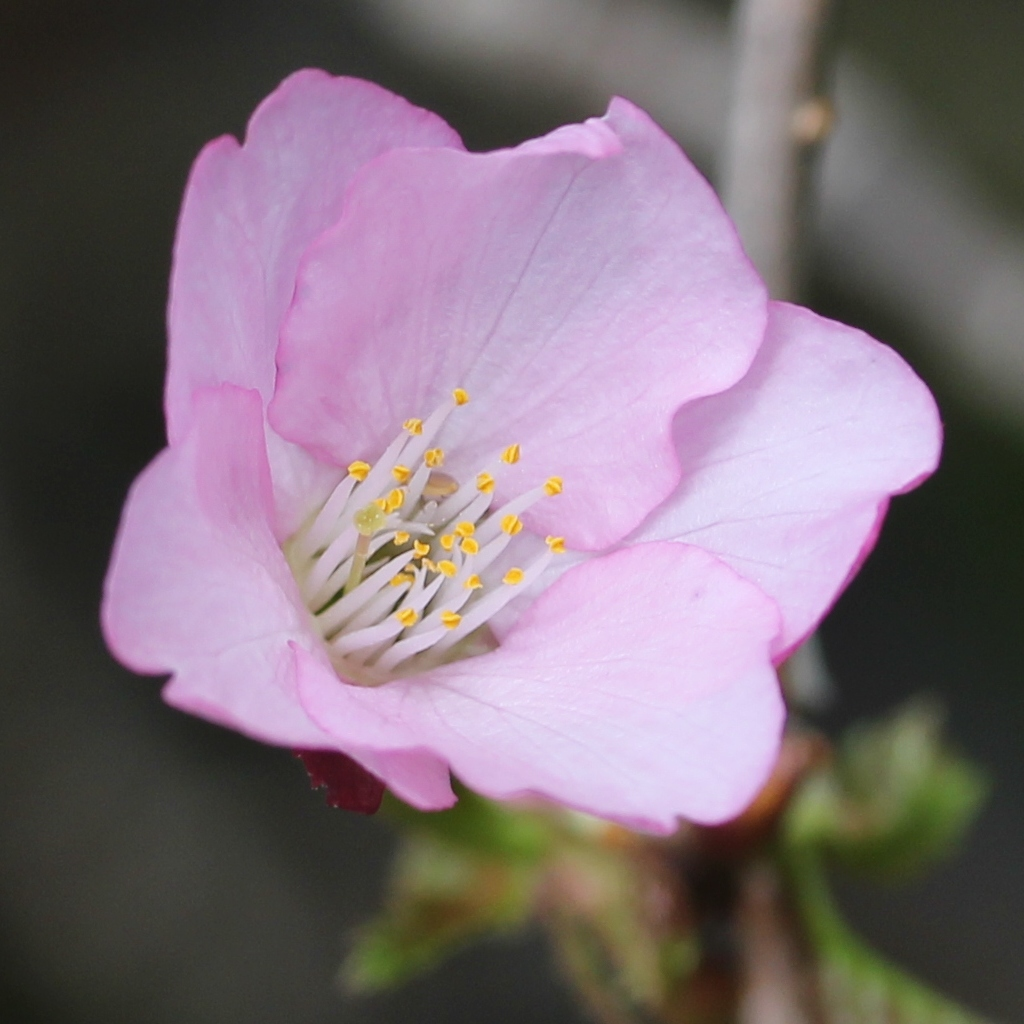
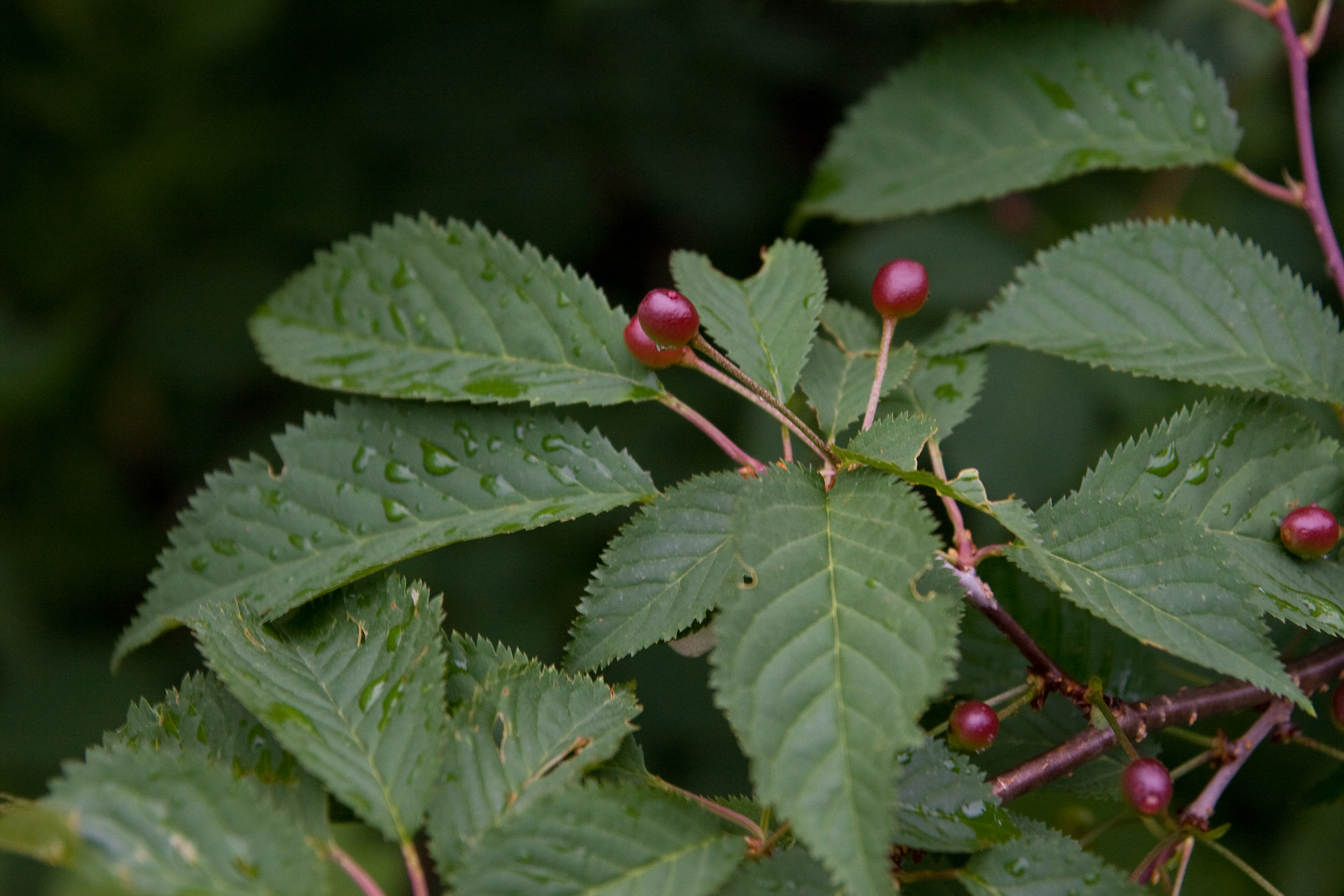

## Sử dụng
Gỗ của P. nipponica chứa một lượng đáng kể các chất flavonoid như d-catechin, naringenin, sakuranetin, eriodictyol, taxifolin, genistein và prunetin. Là một thành viên của chi Mận mơ, P. nipponica có chứa một chất cực độc là hydro xyanua, với lượng nhỏ của chất này sẽ kích thích hệ hô hấp và cải thiện hệ tiêu hóa. Quả được dùng làm thuốc nhuộm màu xanh lá hoặc màu xám đen, trong khi lá chỉ cho màu xanh.

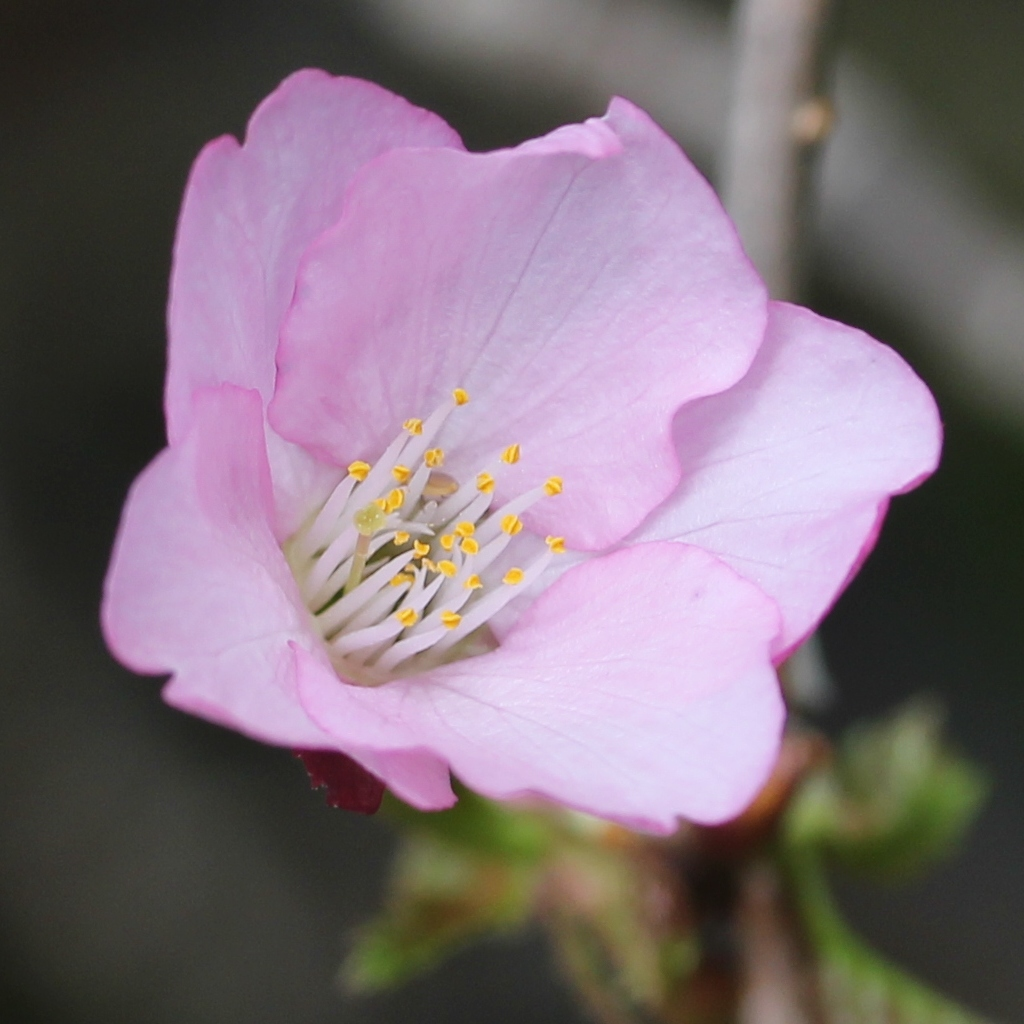
Hoa của P. nipponica